# Roberto Barañano
Roberto Barañano (* 20. Jahrhundert) ist ein uruguayischer Bowlingspieler.
Roberto Barañano gehörte 1994 dem Teilnehmerfeld beim AMF Bowling World Cup im mexikanischen Hermosillo an, konnte sich aber nicht im Vorderfeld platzieren. Im selben Jahr belegte er bei den Südamerikaspielen 1994 in Valencia den Silbermedaillenrang im Einzel. Er nahm sodann mit der uruguayischen Mannschaft an den Panamerikanischen Spielen 1995 in Mar del Plata teil. Rund drei Jahre später war er Teil des Teams bei den Südamerikaspielen 1998 in Cuenca. Dort belegte er mit 1292 Punkten im Einzelwettbewerb den dritten Platz und sicherte sich die Bronzemedaille. 1999 folgte eine weitere Teilnahme beim AMF Bowling World Cup, der in jenem Jahr in Las Vegas ausgetragen wurde. 2002 trat er erneut für Uruguay bei den Südamerikaspielen 2002 an. Bei jenen ODESUR-Spielen klassierte er im Doppelwettbewerb an der Seite von Luis Benasús mit 2380 Punkten auf dem Silbermedaillenrang. Im Vierer-Wettbewerb gewann er zudem gemeinsam mit Gustavo García, Juan Ramón Perez und Benasús eine weitere Bronzemedaille. 2005 nahm er am 14th American Zone Championship in Costa Ricas Hauptstadt San José teil. Er erreichte lediglich den 55. Platz, war damit aber bester teilnehmender Uruguayer. Bei seiner dritten Teilnahme an Südamerikaspielen im Jahre 2006 in Buenos Aires blieb ihm eine Platzierung in den Medaillenrängen versagt. Beim Vierer-Wettbewerb belegte er dort mit Benasus, García und Buono den fünften Rang.